# Кара (Ирландия)

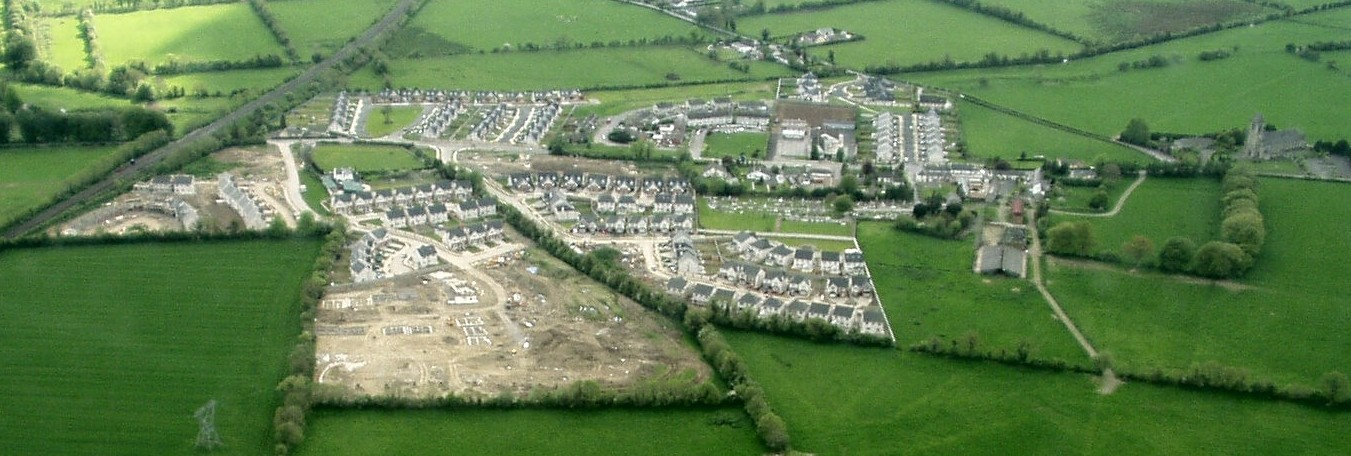

Кара (Каррах; англ. Caragh; ирл. Ceárach) — деревня в Ирландии, находится в графстве Килдэр (провинция Ленстер). Согласно местным легендам, мост, находящийся в Каре — самый старый из до сих пор существующих мостов через реку Лиффи.

## Демография
Население — 751 человек (по переписи 2006 года). В 2002 году население составляло 242 человека.
Данные переписи 2006 года:
| Общие демографические показатели |               |                               |                               |      |      |
| Всё население                    | Всё население | Изменения населения 2002—2006 | Изменения населения 2002—2006 | 2006 | 2006 |
| 2002                             | 2006          | чел.                          | %                             | муж. | жен. |
| 242                              | 751           | 509                           | 210,3                         | 390  | 361  |